# Johann Schmidl
Johann Schmidl (* 22. Dezember 1693 in Olmütz, Markgrafschaft Mähren; † 13. März 1762 in Prag) war ein mährischer Jesuit.

## Leben
Schmidl trat 1710 in den Jesuitenorden ein. Über sein Leben ist sonst wenig bekannt. Er absolvierte dort das Studium der Theologie und wurde zum Priester geweiht. Er war über mehrere Jahre Lehrer bei den Jesuiten. Er lehrte über drei Jahre Grammatik, ein Jahr Poesie und vier Jahre die Humaniora. Später wurde er zum Geschichtsschreiber der böhmischen Jesuitenprovinz ernannt. Er soll ein sehr frommer Mann gewesen sein.

## Werke (Auswahl)
- Tria charissima Vener. Joannis Berchmanns S. J. scholastice, historice, symbolice elogiastice proposita, Neisse 1732.
- Brevis instructio secundum Deum et divinum eius bene placitum vivendi, Opava 1740.
- Ecphrasis gemina gemini applausus publici, Glacii pro canonizatione S. Ioannis Francisci Regis S. J. 1738 et nato Josepho Archiduce Austriae, 1741.
- Historia Societatis Jesu Provinciae Bohemiae, 5 Bände, Prag 1747–1759.